# Cosmianthemum dido
Cosmianthemum dido là một loài thực vật có hoa trong họ Ô rô. Loài này được B.L.Burtt & R.M.Sm. mô tả khoa học đầu tiên năm 1966.